# (81203) Polynésie
(81203) Polynésie, désignation internationale (81203) Polynesia, est un astéroïde de la ceinture principale.

## Description
(81203) Polynésie est un astéroïde de la ceinture principale. Il fut découvert par Jean-Claude Pelle le 23 mars 2000 à Punaauia. Il présente une orbite caractérisée par un demi-grand axe de 2,161 UA, une excentricité de 0,189 et une inclinaison de 15,76° par rapport à l'écliptique.
Il fut nommé en hommage à la Polynésie française, qui compte 118 îles dans le Pacifique sud.
La première observation fut faite par Luc Bellavance et Martin D'amours durant la nuit du 7 et 8 mars 2000. Membre du club d'astronomie de Rimouski.

## Compléments